# C'est chelou
"C'est chelou" (ungefärlig översättning: "Det är konstigt") är en R&B-låt framförd av den algeriska sångerskan Zaho, komponerad av Phil Greiss till Zahos debutalbum Dima (2008). 
I "C'est chelou" sjunger framföraren till sin otrogna pojkvän som inte kan hålla sig borta från andra kvinnor. Spåret innehar en kraftig basgång och ett sound som liknar Zahos idol, den amerikanska musikkompositören Missy Elliot. Sångerskan skrev på för Capitol Records som planerade att distribuera Zahos musik i Frankrike. Låten hade premiär som den ledande singeln från sångerskans, vid tidpunkten, kommande album i januari år 2008 och gavs ut som CD-singel den 7 april samma år. "C'est chelou" blev en nationell smash-hit som tog sig till andraplatsen på Frankrikes singellista och sammanlagt uppehöll sig på listan i 38 veckor. Den blir därmed sångerskans framgångsrikaste musiksingel hittills i karriären.
En musikvideo regisserades för singeln.

## Format och innehållsförteckningar
| - Fransk CD-singel 1. "C'est chelou" (Version radio) - 3:12 2. "C'est chelou" (Version l'album) - 3:37 3. "C'est chelou" (Version instrumentale) - 3:37 4. "Hey papi" - 4:12 | - Amerikansk import CD-singel 1. "C'est chelou" (Radio Version) - 3:12 2. "Hey papi" - 4:12 |

## Listor
| Lista (2008)                                             | Topp position |
| -------------------------------------------------------- | ------------- |
| Frankrikes Syndicat National de l'Édition Phonographique | 2             |
| Belgiens Ultratop 40 (Wallonia)                          | 14            |